# パトリス・オリビエ
パトリス・オリビエ（Patrice Olivier 、1990年1月7日）は、フィリピンのラグビーユニオン選手。

## プロフィール
- フランス・コー出身。
- ポジションはウィング(WTB)、フルバック(FB)。
- 身長 191cm、体重 98kg
- フィリピン代表で日本代表と対戦経験がある[1]。

## 略歴
- エクトールギマール高校（フランス）、リヨンU21、ベジエを経て、その後2012年度から2シーズントップリーグのヤマハ発動機に所属、退団後2014年度は釜石シーウェイブスに所属[2]、2015年度から2シーズンは三菱重工相模原ダイナボアーズに所属[3]、2017年度は東京ガスラグビー部に所属、2018年度は近鉄ライナーズに所属する[4]。

- 2012年9月15日に行われたトップリーグ第3節のNTTコミュニケーションズシャイニングアークス戦で途中出場ながら日本での公式戦初出場を果たす[5]。